# La Forêt-Fouesnant

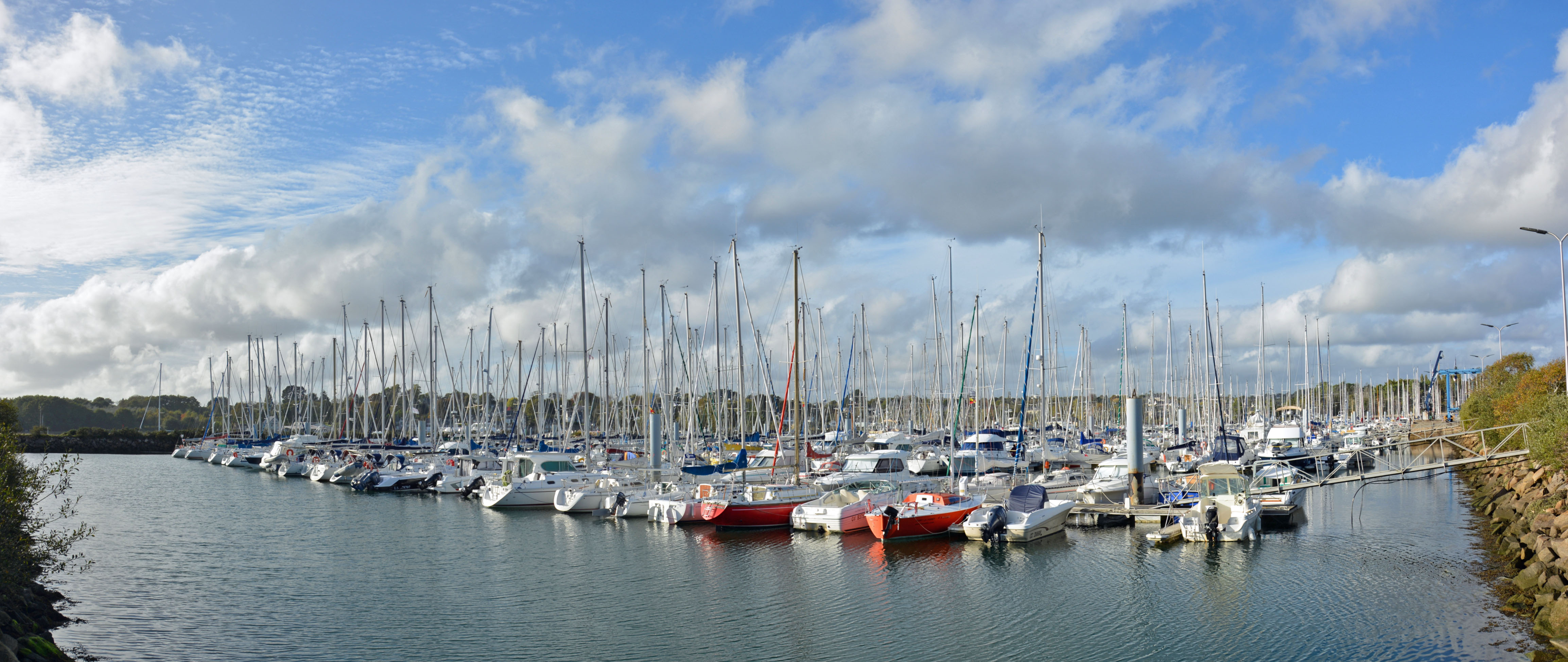
Port-la-Forêt

 La Forêt-Fouesnant  (en bretón Ar Forest-Fouenant) es una población y comuna francesa, situada en la región de Bretaña, departamento de Finisterre, en el distrito de Quimper y cantón de Fouesnant.

## Demografía
| 1758 | 1778 | 2060 | 2148 | 2369 | 2809 |
| Para los censos de 1962 a 1999 la población legal corresponde a la población sin duplicidades (Fuente: INSEE [Consultar]) |      |      |      |      |      |